# Disc circumstelar

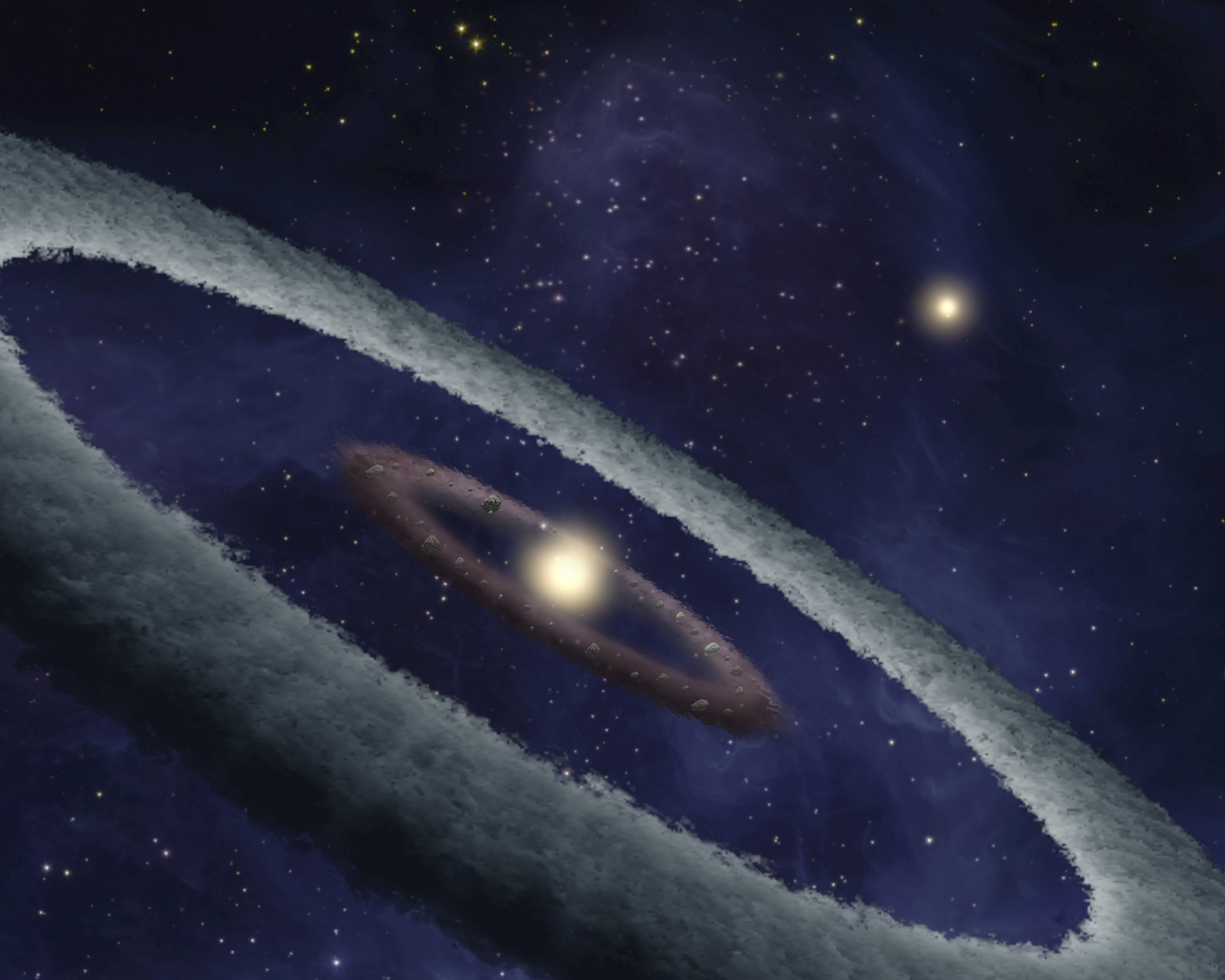
O imagine artistică a discului circumstelar pe orbită în jurul componentei principale a sistemului binar HD 113766.

Un disc circumstelar este o structură în formă de inel sau de tor constituită din pulberi, gaze, mici planete, asteroizi sau fragmente din coliziunile dintre micile obiecte aflate pe orbită în jurul unei stele. 
Discurile pot să se manifeste în diferite forme. În jurul stelelor tinere, ele constituie materiale din care se pot forma planete.

## Discuri protoplanetare
In jurul stelelor tinere, discurile circumstelare sunt rezerva de material din care se nasc planetele, și în acest caz, ele se numesc discuri protoplanetare. Conform modelului de formare a stelelor, acceptat în prezent, o stea este formată prin prabușirea gravitațională a materiei într-un nor molecular gigant. Materialul, prin rotație, dispune de un moment cinetic care determină formarea unui disc protoplanetar gazos în jurul stelei tinere. Discul se compune în principal din hidrogen și constituie o parte din masa centrală a stelei. Faza de acreție a discului durează câteva milioane de ani, în funcție de caz, apoi se răcește treptat atunci când steaua intră în faza de T Tauri. În interiorul discului se formează granule de pulberi, constituiți din roci sau ghiață, care pot să se coaguleze în planete pitice. Dacă discul este suficient de masiv, poate forma embrioni planetari. Formarea sistemului planetar este considerată a fi un proces natural în timpul nașterii unei stele.

## Discuri circumstelare în Sistemul Solar
- Centura de asteroizi este un rezervor cu mici corpuri cerești, în Sistemul nostru Solar, aflat între orbitele lui Marte și Jupiter. Este o sursă de praf interplanetar.
- Centura Kuiper
- Discul împrăștiat
- Norul Oort: doar norul Oort interior are o forma de tor. Norul Oort exterior are, mai de grabă, formă sferică.

## Vezi și
- Geneza și evoluția Sistemului Solar
- Exoplanetă